# Best: Fan’s Selection
A Best: Fan’s Selection az X Japan japán heavymetal-együttes válogatásalbuma, mely 2001. december 19-én jelent meg Polydor kiadásában és újramaszterelt felvételeket tartalmaz. A dalokat rajongói szavazatok alapján válogatták a lemezre, az online leadott szavazatok sorrendjében kerültek az albumra. A lemez 13. helyezett volt az Oricon slágerlistáján.

## Számlista
| 1. lemez | 1. lemez        | 1. lemez | 1. lemez | 1. lemez | 1. lemez | 1. lemez | 1. lemez | 1. lemez | 1. lemez |
| #        | Cím             | Hossz    |          |          |          |          |          |          |          |
| -------- | --------------- | -------- | -------- | -------- | -------- | -------- | -------- | -------- | -------- |
| 1.       | Kurenai         | 06:19    |          |          |          |          |          |          |          |
| 2.       | Silent Jealousy | 07:19    |          |          |          |          |          |          |          |
| 3.       | Endless Rain    | 06:37    |          |          |          |          |          |          |          |
| 4.       | Rusty Nail      | 05:29    |          |          |          |          |          |          |          |
| 5.       | Tears           | 10:32    |          |          |          |          |          |          |          |
| 6.       | Art of Life     | 28:59    |          |          |          |          |          |          |          |
| 01:05:15 |                 |          |          |          |          |          |          |          |          |

| 2. lemez | 2. lemez                      | 2. lemez | 2. lemez | 2. lemez | 2. lemez | 2. lemez | 2. lemez | 2. lemez | 2. lemez |
| #        | Cím                           | Hossz    |          |          |          |          |          |          |          |
| -------- | ----------------------------- | -------- | -------- | -------- | -------- | -------- | -------- | -------- | -------- |
| 1.       | Dahlia                        | 08:01    |          |          |          |          |          |          |          |
| 2.       | Say Anything                  | 08:42    |          |          |          |          |          |          |          |
| 3.       | Forever Love (Single Version) | 08:39    |          |          |          |          |          |          |          |
| 4.       | Longing: Togireta melody      | 07:41    |          |          |          |          |          |          |          |
| 5.       | Scars                         | 05:10    |          |          |          |          |          |          |          |
| 6.       | Crucify My Love               | 04:32    |          |          |          |          |          |          |          |
| 42:45    |                               |          |          |          |          |          |          |          |          |